# Kulstötning för damer i friidrott vid olympiska sommarspelen 2008
Damernas kulstötning vid olympiska sommarspelen 2008 ägde rum 16 augusti i Pekings Nationalstadion. 

## Medaljörer
| Event       | Guld                     | Guld    | Silver                      | Silver  | Brons                     | Brons   |
| Kulstötning | Valerie Vili Nya Zeeland | 20,56 m | Natallja Michnevitj Belarus | 20,28 m | Nadzeja Astaptjuk Belarus | 19,86 m |

## Resultat

### Kval
| Placering | Grupp | Namn                           | Nationalitet        | 1     | 2     | 3     | Resultat | Noteringar |
| --------- | ----- | ------------------------------ | ------------------- | ----- | ----- | ----- | -------- | ---------- |
| 1         | A     | Valerie Vili                   | Nya Zeeland         | 19.73 |       |       | 19,73    | Q          |
| 2         | B     | Gong Lijiao                    | Kina                | 19.46 |       |       | 19,46    | Q, PB      |
| 3         | A     | Li Meiju                       | Kina                | 19.18 |       |       | 19,18    | Q, PB      |
| 4         | A     | Natallja Michnevitj            | Belarus             | 19.11 |       |       | 19,11    | Q          |
| 5         | A     | Christina Schwanitz            | Tyskland            | x     | 17.97 | 19.09 | 19,09    | Q          |
| 6         | B     | Nadzeja Ostaptjuk              | Belarus             | 19.08 |       |       | 19,08    | Q          |
| 7         | A     | Misleydis González             | Kuba                | 18.42 | 18.91 |       | 18.91    | Q          |
| 8         | B     | Anna Omarova                   | Ryssland            | 18.26 | x     | 18.74 | 18.74    | Q          |
| 9         | A     | Chiara Rosa                    | Italien             | 18.74 |       |       | 18.74    | Q, SB      |
| 10        | B     | Li Ling                        | Kina                | 18.60 |       |       | 18.60    | Q          |
| 11        | B     | Nadine Kleinert                | Tyskland            | 18.52 |       |       | 18.52    | Q          |
| 12        | A     | Jillian Camarena               | USA                 | 18.15 | 18.32 | 18.51 | 18.51    | Q, SB      |
| 13        | B     | Michelle Carter                | USA                 | 18.49 |       |       | 18.49    | Q          |
| 14        | A     | Mailín Vargas                  | Kuba                | 18.47 |       |       | 18.47    | Q          |
| 15        | A     | Olga Ivanova                   | Ryssland            | 17.69 | 18.27 | 18.46 | 18.46    | Q          |
| 16        | A     | Denise Hinrichs                | Tyskland            | 18.36 | 18.27 | x     | 18.36    |            |
| 17        | B     | Cleopatra Borel-Brown          | Trinidad och Tobago | 17.96 | 17.32 | 17.57 | 17.96    |            |
| 18        | A     | Janina Karoltjyk-Pravalinskaja | Belarus             | 17.44 | 17.77 | 17.79 | 17.79    |            |
| 19        | B     | Assunta Legnante               | Italien             | 16.93 | 17.76 | x     | 17.76    |            |
| 20        | B     | Yumileidi Cumbá                | Kuba                | x     | 17.60 | x     | 17.60    |            |
| 21        | A     | Anca Heltne                    | Rumänien            | 17.48 | x     | 17.40 | 17.48    |            |
| 22        | A     | Natalia Duco                   | Chile               | 17.24 | x     | 17.40 | 17.40    |            |
| 23        | A     | Kristin Heaston                | USA                 | x     | 17.34 | 17.34 | 17.34    |            |
| 24        | B     | Vivian Chukwuemeka             | Nigeria             | 17.15 | 17.05 | x     | 17.15    |            |
| 25        | B     | Irina Chudorosjkina            | Ryssland            | 16.46 | 16.84 | 16.78 | 16.84    |            |
| 26        | A     | Irini Terzoglou                | Grekland            | 16.08 | 16.14 | 16.50 | 16.50    |            |
| 27        | B     | Ana Pouhila                    | Tonga               | 16.21 | 16.42 | 16.35 | 16.42    |            |
| 28        | B     | Lin Chia-Ying                  | Kinesiska Taipei    | 16.24 | x     | 16.32 | 16.32    |            |
| 29        | B     | Zhang Guirong                  | Singapore           | x     | 16.23 | 16.08 | 16.23    |            |
| 30        | B     | Mariam Kevtjisjvili            | Georgien            | x     | 15.99 | x     | 15.99    |            |
| 31        | B     | Zara Northover                 | Jamaica             | 15.73 | 15.85 | 15.64 | 15.85    |            |
| 32        | A     | Iolanta Uljeva                 | Kazakstan           | 15.49 | x     | 15.06 | 15.49    |            |
| 33        | A     | Lee Mi-Young                   | Sydkorea            | 14.76 | x     | 15.10 | 15.10    |            |
| 99        | A     | Irache Quintanal               | Spanien             | x     | x     | x     | NM       |            |
| 99        | B     | Krystyna Zabawska              | Polen               | x     | x     | x     | NM       |            |

### Final
| Placering | Namn                | Nationalitet | 1     | 2     | 3     | 4     | 5     | 6     | Resultat | Noteringar |
| --------- | ------------------- | ------------ | ----- | ----- | ----- | ----- | ----- | ----- | -------- | ---------- |
| 1         | Valerie Vili        | Nya Zeeland  | 20.56 | 20.40 | 20.26 | 20.01 | 20.52 | -     | 20.56    | AR         |
| 2         | Natallja Michnevitj | Belarus      | 19.16 | 20.28 | 19.87 | 19.82 | 19.94 | 20.10 | 20.28    |            |
| 3         | Nadzeja Ostaptjuk   | Belarus      | x     | 18.69 | 18.36 | x     | 19.86 | 19.36 | 19.86    |            |
| 4         | Misleydis González  | Kuba         | 19.30 | x     | 19.01 | 19.23 | 19.50 | x     | 19.50    | PB         |
| 5         | Gong Lijiao         | Kina         | 18.45 | 18.75 | 18.90 | 18.92 | 19.04 | 19.20 | 19.20    |            |
| 6         | Anna Omarova        | Ryssland     | 19.08 | 18.21 | x     | x     | x     | 18.76 | 19.08    |            |
| 7         | Nadine Kleinert     | Tyskland     | 18.30 | 18.68 | 19.01 | 18.99 | x     | 18.81 | 19.01    |            |
| 8         | Li Meiju            | Kina         | 18.68 | 18.99 | 18.74 | x     | 18.85 | 19.00 | 19.00    |            |
|           |                     |              |       |       |       |       |       |       |          |            |
| 9         | Olga Ivanova        | Ryssland     | 17.96 | x     | 18.44 |       |       |       | 18.44    |            |
| 10        | Mailín Vargas       | Kuba         | 18.28 | 17.88 | 17.74 |       |       |       | 18.28    |            |
| 11        | Christina Schwanitz | Tyskland     | x     | 17.96 | 18.27 |       |       |       | 18.27    |            |
| 12        | Jillian Camarena    | USA          | 18.09 | 18.24 | 17.44 |       |       |       | 18.24    |            |
| 13        | Chiara Rosa         | Italien      | 18.22 | 17.98 | x     |       |       |       | 18.22    |            |
| 14        | Li Ling             | Kina         | 17.94 | x     | 17.81 |       |       |       | 17.94    |            |
| 15        | Michelle Carter     | USA          | 16.97 | 17.65 | 17.74 |       |       |       | 17.74    |            |

 VR - Världsrekord / =SB - Tangerat säsongsbästa / PB - Personbästa / SB - Säsongsbästa